# Bataille de Sloviansk
Pour un article plus général, voir Offensive de l'est de l'Ukraine.
 (mai 2024).
Invasion de l'Ukraine par la Russie de 2022
Guerre du Donbass
Batailles
Offensive de Kiev (Jytomyr, Kiev) : 
- 1re Hostomel
- Tchernobyl
- Ivankiv
- Kiev
- 2e Hostomel
- Vassylkiv
- Boutcha
- Irpin
  - Bombardement de réfugiés
- Jytomyr
- Mochtchoun
- Makariv
- Brovary

Offensive du Nord (Tchernihiv, Soumy) :
- Hloukhiv
- Slavoutytch
- Bombardements
- Soumy
- Trostianets
- Tchernihiv
- Okhtyrka
- Lebedyn
- Konotop
- Romny
- Desna
- Escarmouches frontalières

Russie  (Briansk, Belgorod) :
- Incursions en Russie occidentale
  - Oblast de Briansk
  - Oblasts de Belgorod et de Koursk
    - Incursions de 2024

  - Bombardement de Belgorod
- Oblast de Koursk (août 2024)

Campagne de l'Est (Donetsk, Louhansk, Kharkiv)
Kharkiv :
- 1re Kharkiv
  - Tchouhouïv
  - Bombardements : en février
  - en mars
  - en avril
  - du bâtiment administratif
- Izioum
- 2e Kharkiv
  - Balaklia
  - 1re Koupiansk
  - Chevtchenkove
- 3e Kharkiv

Nord du Donbass:
- Starobilsk
- Sloviansk
  - Dovhenke
  - 1re Lyman
  - Sviatohirsk
  - Bohorodychne et Krasnopillia
  - Bombardements : Bilohorivka
  - Kramatorsk
- Sievierodonetsk
  - Kreminna
  - Donets
  - Roubijné
  - Popasna
  - Tochkivka
  - Massacre
- Lyssytchansk
- 2e Kharkiv
  - Balaklia
  - 1re Koupiansk
  - Chevtchenkove
  - 2e Lyman
- Oblast de Louhansk
  - Ligne Svatove-Kreminna
  - Serebryansky
  - 2e Koupiansk

 Centre du Donbass:
- Horlivka
- Popasna
- Svitlodarsk
- Bakhmout
  - Soledar
- Siversk
- Tchassiv Iar
- Toretsk

Sud du Donbass :
- Volnovakha
- Marioupol
  - Bombardements : de l'hôpital
  - du théâtre
  - de l'école d'art
- Pisky
- Vouhledar
  - Pavlivka
- Marïnka
- Contre-offensive de 2023
- Avdiïvka
- Novomykhaïlivka
- Pokrovsk
  - Krasnohorivka
  - Toretsk
- Bombardements :
- Makiïvka
- Donetsk

Campagne du Sud (Mykolaïv, Kherson, Zaporijjia)
- 1re Kherson
- Odessa
- Melitopol
- Mykolaïv
  - Bombardements : à fragmentation
  - du bâtiment administratif
- 1re Berdiansk
- Zaporijjia
- Tchornobaïvka
- Enerhodar
- Voznessensk
- Houliaïpole
- Davydiv Brid
- 2e Berdiansk
- Nova Kakhovka
- 2e Kherson
  - Doudtchany
- Dniepr
- Tchoulakivka
- Contre-offensive de 2023
  - Robotyne

Frappes aériennes dans l'Ouest et le Centre de l'Ukraine
- Lviv (02/2022)
- Vinnytsia (03/2022)
- Yavoriv (03/2022)
- Deliatyne (03/2022)
- Dnipro

Guerre navale
- Île des Serpents (02/2022)
- Moskva (04/2022)

Attaques en Crimée
- Novofedorivka (08/2022)
- Djankoï (08/2022)
- Pont de Crimée (10/2022)
- Base navale de Sébastopol (10/2022)
- Pont de Crimée (07/2023)
- Base navale de Sébastopol (09/2023)

Débordement
- Aéroport de Millerovo
- Sabotages en Russie
- Attaques en Transnistrie
- Sabotage des gazoducs Nord Stream
- Terrain d'entraînement militaire de Soloti
- Explosions en Pologne
- Bases aériennes de Dyagilevo et Engels-2
- Base aérienne de Minsk-Matchoulichtchi
- Crise russo-moldave de 2023
  - Accusations de tentative de coup d'État en Moldavie
- Incident de drone de 2023 en mer Noire
- Rébellion du groupe Wagner

Massacres
- Tchernihiv
- Boutcha
- Borodianka
- Olenivka
- Izioum

La bataille de Sloviansk est un engagement militaire, qui se profile dans le cadre de l'invasion de l'Ukraine par la Russie. Il est centré autour de la ville de Sloviansk.

## Contexte

### Historique
Sloviansk avait été le lieu d'une bataille au début de la guerre du Donbass, en 2014. Les sécessionnistes avaient durant plus de deux mois pris la ville. Après un siège et plusieurs assauts, la ville a été reprise par les troupes ukrainiennes,,.
Lors du début de l'invasion de l'Ukraine par la Russie de 2022, les forces armées russes sont entrées dans le pays par divers axes dont le Donbass précédemment en guerre. Les troupes positionnées dans cette zone firent des progrès assez lents, se heurtant aux forces ukrainiennes qui s'étaient positionnées à l'est de l'Ukraine depuis un certain temps.
À la suite du retrait des forces russes dans le nord du pays, celles-ci se sont recentrées à l'est pour lancer une nouvelle offensive. Certains commentateurs de la guerre considèrent cette re concentration comme une nouvelle phase de la guerre.

### Topographie

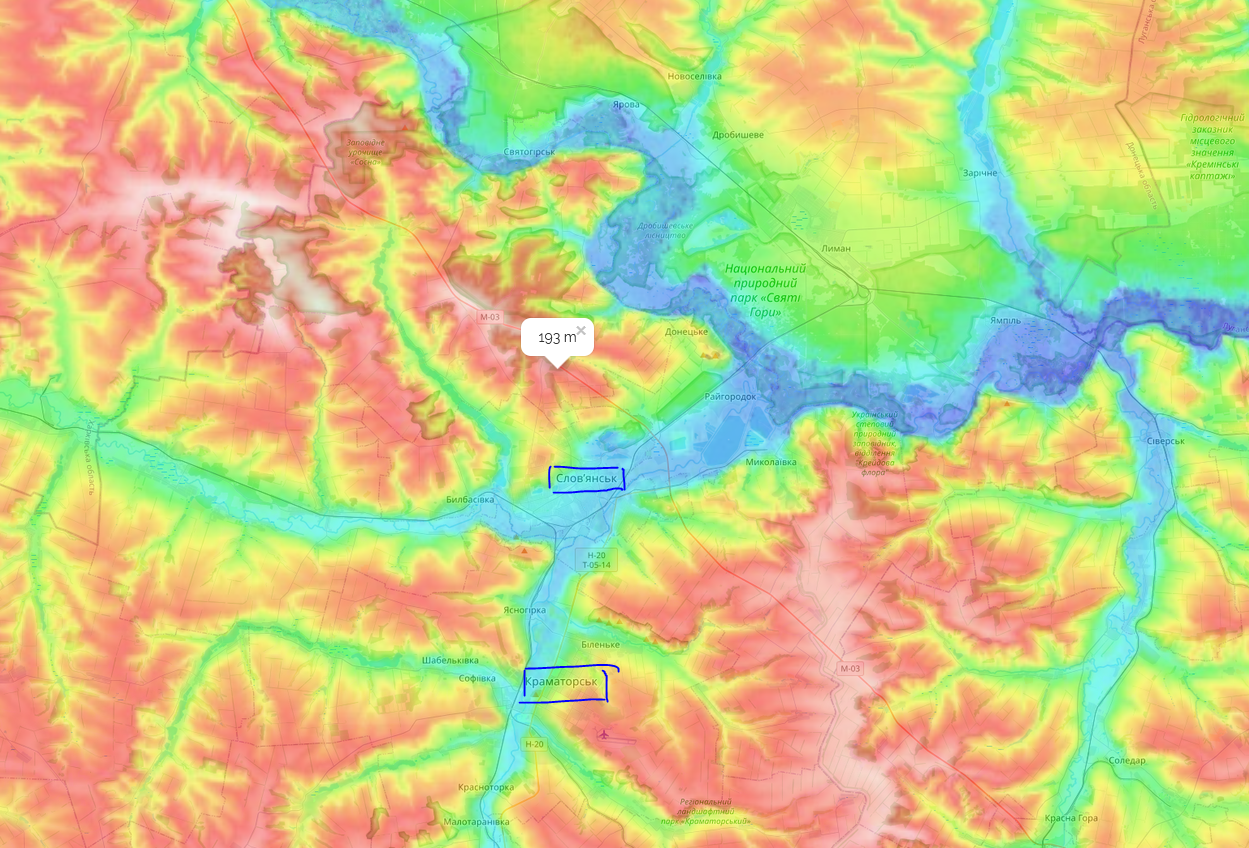
Relief autour de Sloviansk et Kramatorsk

Plusieurs obstacles naturels protègent Sloviansk. La ville de Raihorodok à quelques km à l'est rend très difficile toute traversée du Donets à cet endroit. Au nord de la ville à une dizaine de km se trouvent les villes de Sviatohirsk et Bohorodychne qui sont protégées par d'épaisses forêts, le Donets et des collines. À la frontière nord de la ville se trouve la forêt de Mayatsʹka Dacha qui constitue une très bonne défense pour la ville mais la dernière et l'envahissement de cette forêt serait une très mauvaise nouvelle pour les défenseurs de la ville car la forêt se situe sur une colline qui surplombe toute la vallée de Sloviansk. La ville est protégée au sud-est par une légère chaine de collines et une ligne de défense entre Siversk et Bakhmout, si cette ligne tombe cela voudra dire que les Russes pourront surplomber les villes de Sloviansk et Kramatorsk sur 3 côtés.

### Importance militaire de Sloviansk
À la suite du retrait russe du nord de l'Ukraine, l'intensité des combats s'est accrue dans l'est. Les soldats ukrainiens s'attendent à tout moment à se faire attaquer tandis que l'artillerie prépare le terrain. La stratégie russe semblerait celle d'encercler les forces ukrainiennes dans une poche pour les forcer à la reddition.
Sloviansk est à présent perçue comme une ville stratégique majeure à la suite de la prise de la côte sud de l'Ukraine. L'objectif est l'enveloppement des forces ukrainiennes pour les forcer à se rendre. L'Institut pour l'étude de la guerre (ISW) a déclaré dans son rapport du 5 avril que la ville de Sloviansk serait sûrement la prochaine cible des russes « pour encercler les forces ukrainiennes ». Les villes de Donetsk et de Louhansk étant sous contrôle russe, cette ville est aussi le point central des zones d'occupations russes permettant de les relier et de mieux les tenir,.
Cependant, s'ils sont arrêtés par l'armée ukrainienne et que celle-ci est capable de résister, la ville sera un centre majeur de résistance empêchant la Russie d'opérer dans la région. ISW et d'autres ont noté que si les forces russes ne peuvent pas prendre la ville, ce sera un coup dur pour l'effort russe à l'est, et la liaison prévue entre Donetsk et Louhansk ne pourra pas se réaliser.
Sloviansk est également un centre de transit pour la région, avec des lignes ferroviaires et des routes importantes. Des analystes ont noté que les Russes, en prenant son contrôle, pourraient facilement déplacer des troupes et des véhicules dans l'est de l'Ukraine,.

### Premiers mouvements russes et préparation ukrainienne
Les forces russes ont pivoté vers Sloviansk depuis Izioum, avec les soldats de la 1re armée de chars qui se trouvaient dans la région de Kharkiv et Soumy, faisant la route vers la ville depuis le nord en suivant la route M03,.
Les habitants de Sloviansk ont été invités à évacuer la ville dans le cadre de la défense de la ville par le gouvernement ukrainien. Les forces ukrainiennes se sont déplacées dans la ville de Sloviansk et ses alentours en vue de sa défense contre la nouvelle offensive russe,,. Les habitants ont commencé à quitter la zone en prévision de l'offensive imminente. Les autorités de la ville ont signalé que les opérations de retraite étaient en cours de transfert et que les succursales bancaires fermaient.
Néanmoins les Russes ne lanceront pas leur attaque avant d'avoir sécurisé les forêts du parc national de Sviasti Hory — surnommé la forêt de Sherwood par les forces russes —, ainsi que le parc national de Mayatskaya Dacha. Tant que ces deux forêts ne sont pas occupées, les Russes ne lanceront pas leur attaque vers Sloviansk. La sécurisation de ces forêts et très lente car les Russes emploient en grande majorité leurs forces spéciales pour ce genre d'opérations ce qui rallonge considérablement l'avancée. 
Dans le même temps les Russes tentent de percer les défenses ukrainiennes dans la ville de Barvinkove qui est une place majeure pour le ravitaillement de Sloviansk par l'ouest.